# Nicolas Jüllich
Nicolas Jüllich (nascido em 27 de março de 1990) é um futebolista alemão que atualmente joga no SG Sonnenhof Großaspach.

## Carreira
Jüllich começou sua carreira no Waldhof Mannheim, onde ele jogou por duas temporadas na Regionalliga antes de entrar no Bayern em julho de 2010. Ele fez sua estreia no opening match na temporada de 2010–11, na derrota para o SV Babelsberg por 1-0. Foi promovido no início do ano pelo técnico Louis van Gaal. 
Jogou no Bayern de Munique em amistosos de pré-temporada, sendo o mais notável na partida de despedida de Franz Beckenbauer contra o Real Madrid, onde jogou como um suporte para Philipp Lahm na zaga direita, e ganhou com louvor na sua performance na batalha contra Cristiano Ronaldo. Ele foi chamado para o time principal do Bayern para a UEFA Champions League de 2010-2011, onde recebeu o número 34, e foi chamado para o banco de reservas numa partida da Bundesliga contra o Hannover 96 em outubro de 2011.